# Окулярниця ренельська
Окулярниця ренельська (Zosterops superciliosus) — вид горобцеподібних птахів родини окулярникових (Zosteropidae). Ендемік Соломонових Островів.

## Таксономія
Раніше ренельську окулярницю відносили до роду Окулярниця (Woodfordia), однак за результатом молекулярно-генетичних досліджень рід був розформований, а види, які відносили до нього, переведені до роду Окулярник (Zosterops)

## Поширення і екологія
Ренельські окулярниці є ендеміками тропічних лісів острова Реннелл.